# Remi Adefarasin
Remi Adefarasin (Londra, 2 febbraio 1948) è un direttore della fotografia britannico di origini nigeriane.
Per il suo lavoro in Elizabeth (1998) è stato candidato al Premio Oscar, ha vinto il Premio BAFTA, il premio della British Society of Cinematographers e la Rana d'oro del festival specializzato Camerimage.
Ha curato la fotografia di dieci episodi delle miniserie televisive sulla Seconda guerra mondiale Band of Brothers - Fratelli al fronte (2001) e The Pacific (2010), ricevendo in entrambi i casi una candidatura al Premio Emmy.

## Biografia
Adefarasin si forma nel corso degli anni ottanta nella divisione Playhouse della BBC, fotografando numerosi film e miniserie per la televisione, diretti da registi quali Mike Leigh (Four Days in July del 1985) e Angela Pope (Dream Baby del 1989).
Arrivato al cinema negli anni novanta, direttore della fotografia della seconda unità del film Il paziente inglese (1996), raggiunge il successo nel 1998 con la commedia romantica Sliding Doors e soprattutto con il kolossal storico Elizabeth, caratterizzato visivamente da un'«equilibrata gestione di una tavolozza cromatica sgargiante, in una cornice luministica fatta di penombre espressioniste», per il quale riceve il Premio BAFTA e la candidatura al Premio Oscar.
A metà degli anni duemila cura la fotografia di due film di ambientazione britannica diretti da Woody Allen: Match Point e Scoop.

## Filmografia parziale

### Cinema
- Il fantasma innamorato (Truly Madly Deeply), regia di Anthony Minghella (1990)
- The Lost Language of Cranes, regia di Nigel Finch (1991)
- The Hummingbird Tree, regia di Noella Smith (1992)
- Captives - Prigionieri (Captives), regia di Angela Pope (1994)
- Una casa per Oliver (Hollow Reed), regia di Angela Pope (1996)
- Elizabeth, regia di Shekhar Kapur (1998)
- Sliding Doors, regia di Peter Howitt (1998)
- Onegin, regia di Martha Fiennes (1999)
- La casa della gioia (The House of Mirth), regia di Terence Davies (2000)
- About a Boy - Un ragazzo (About a Boy), regia di Paul e Chris Weitz (2002)
- Insieme per caso (Unconditional Love), regia di P.J. Hogan (2002)
- The One & Only - È tutta colpa dell'amore (The One and Only), regia di Simon Cellan Jones (2002)
- Johnny English, regia di Peter Howitt (2003)
- La casa dei fantasmi (The Haunted Mansion), regia di Rob Minkoff (2003)
- In Good Company, regia di Paul Weitz (2004)
- Match Point, regia di Woody Allen (2005)
- Scoop, regia di Woody Allen (2006)
- Amazing Grace, regia di Michael Apted (2006)
- Elizabeth: The Golden Age, regia di Shekhar Kapur (2007)
- Fred Claus - Un fratello sotto l'albero (Fred Claus), regia di David Dobkin (2007)
- L'ordine naturale dei sogni (Cemetery Junction), regia di Ricky Gervais e Stephen Merchant (2010)
- Vi presento i nostri (Little Fockers), regia di Paul Weitz (2010)
- La fredda luce del giorno (The Cold Light of Day), regia di Mabrouk El Mechri (2012)
- PPZ - Pride + Prejudice + Zombies (Pride and Prejudice and Zombies), regia di Burr Steers (2016)
- Io prima di te (Me Before You), regia di Thea Sharrock (2016)
- Juliet, Naked - Tutta un'altra musica (Juliet, Naked), regia di Jesse Peretz (2018)
- Quando le mani si sfiorano (Where Hands Touch), regia di Amma Asante (2018)
- Una famiglia al tappeto (Fighting with My Family), regia di Stephen Merchant (2019)
- L'ultimo Vermeer (The Last Vermeer), regia di Dan Friedkin (2019)
- Jingle Jangle - Un'avventura natalizia (Jingle Jangle: A Christmas Journey), regia di David E. Talbert (2020)
- Locked Down, regia di Doug Liman (2021)
- What's Love? (What's Love Got to Do with It?), regia di Shekhar Kapur (2022)
- Il mio anno a Oxford (My Oxford Year), regia di Iain Morris (2025)

### Televisione
- Grown-Ups, regia di Mike Leigh - film TV (1980)
- Four Days in July, regia di Mike Leigh - film TV (1984)
- Christabel - minisrie TV, 4 puntate (1988)
- Dream Baby, regia di Angela Pope - film TV (1989)
- Summer's Lease - minisrie TV, 4 puntate (1989)
- Emma, regia di Diarmuid Lawrence - film TV (1996)
- The Ebb-Tide, regia di Nicholas Renton - film TV (1998)
- Bersagli innocenti (Human Bomb), regia di Anthony Page - film TV (1998)
- Il principe delle favole (Arabian Nights) - minisrie TV, 2 puntate (2000)
- Band of Brothers - Fratelli al fronte (Band of Brothers) - minisrie TV, 5 puntate (2001)
- The Pacific - minisrie TV, 5 puntate (2010)
- Secret Invasion - minisrie TV, 6 puntate (2023)